# Anastasia Kuniß

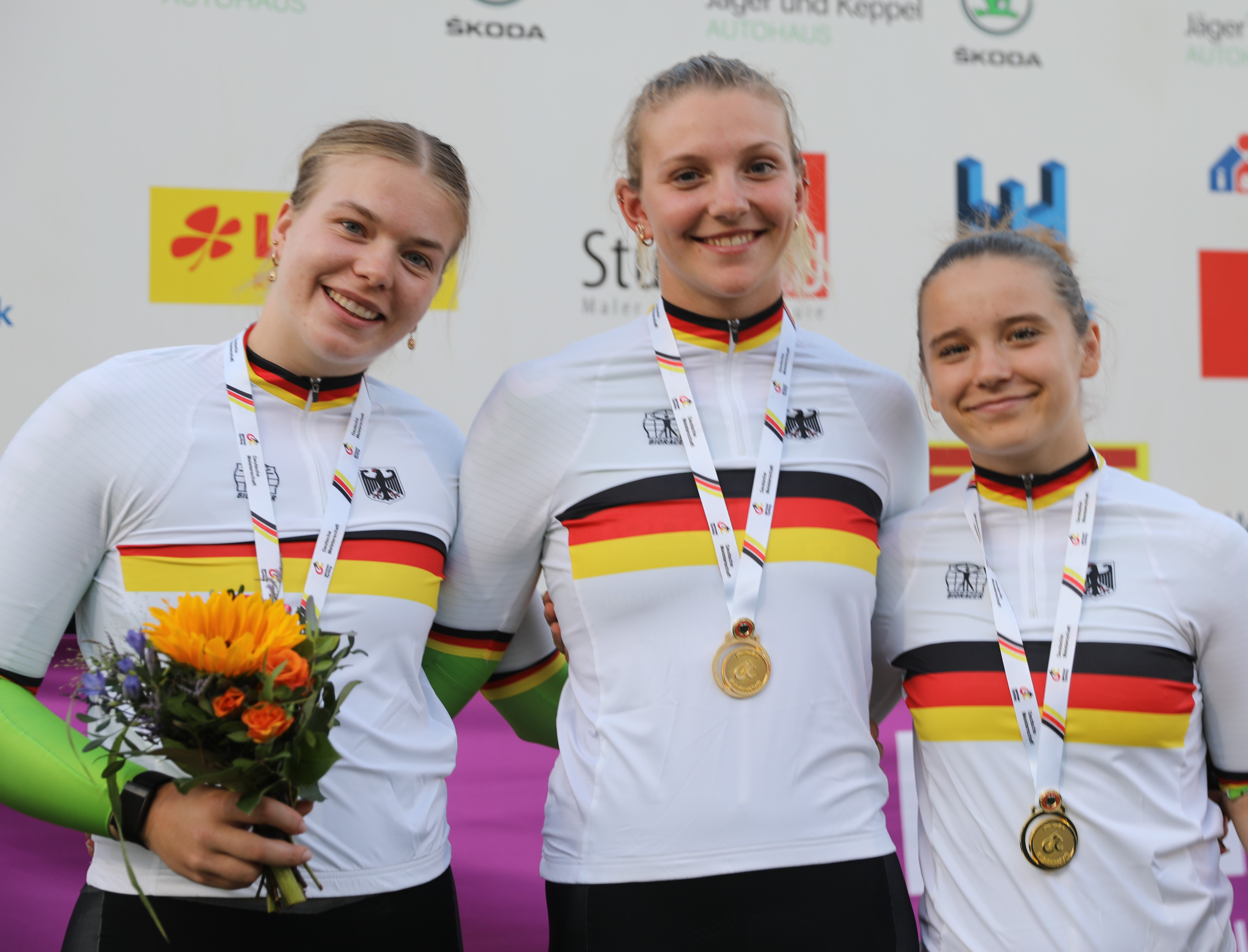
Kuniß (r.) als deutsche Meisterin im Teamsprint, mit Lara-Sophie Jäger (l.) und Alessa-Catriona Pröpster (2025)

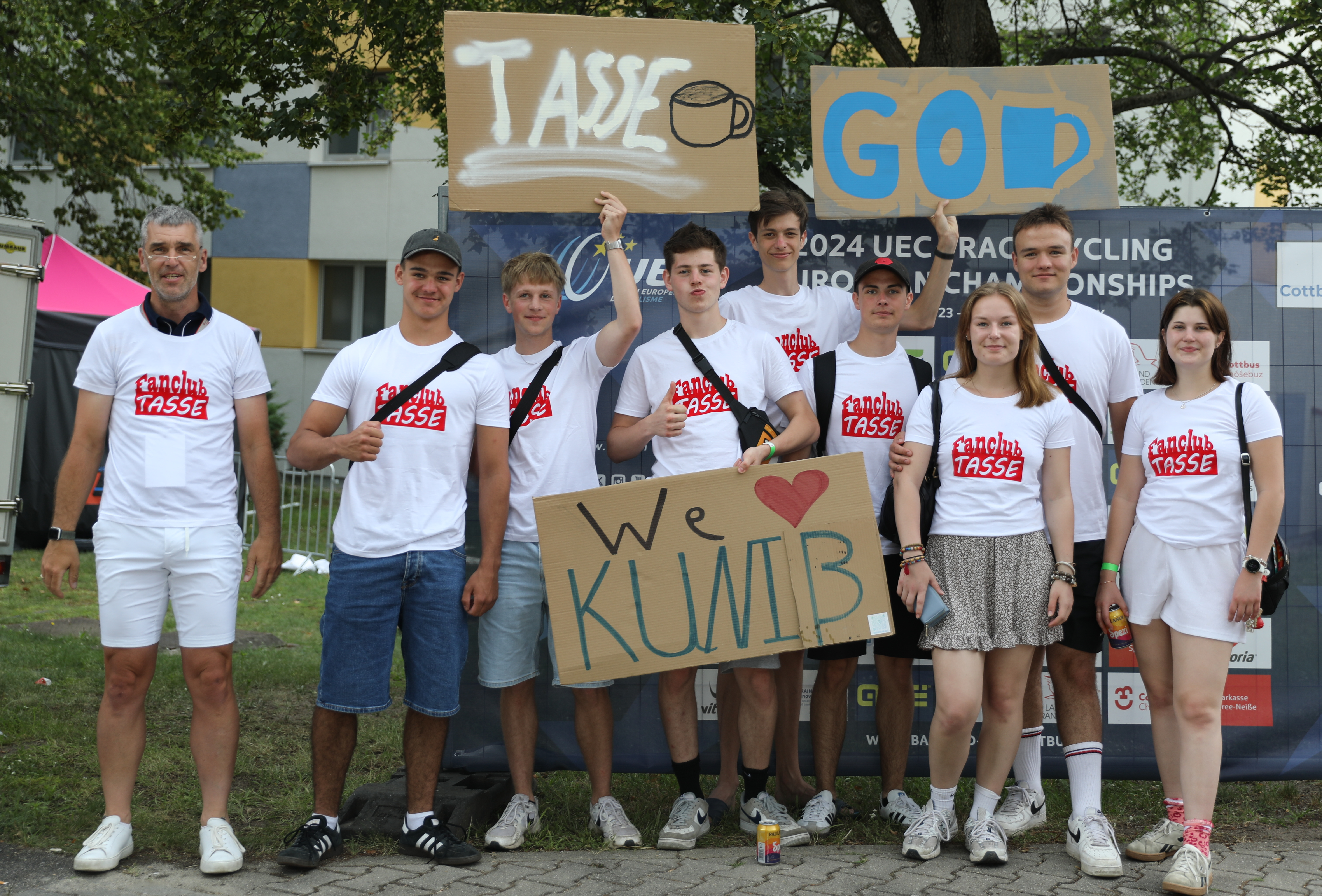
Der Fan-Club von „Tasse“ Kuniß bei der EM 2024 in Cottbus

Anastasia Kuniß (* 2006) ist eine deutsche Bahnradsportlerin, deren Schwerpunkt auf den Kurzzeitdisziplinen liegt.

## Sportlicher Werdegang
Seit 2016 ist Anastasia Kuniß im Leistungsradsport aktiv. 2020 machte sie erstmals auf sich aufmerksam, als sie bei einem Sichtungsrennen von German Cycling gemeinsam mit Gianna Schmieder das Zweier-Mannschaftsfahren der Schülerinnen gewann. Im Jahr darauf entschied sie bei einem Sichtungsrennen das Zeitfahren sowie den Sprint für sich.
2022 wurde Kuniß deutsche Jugend-Meisterin im Keirin und im Zeitfahren, im Sprint belegte sie Rang zwei. Im Jahr darauf errang sie bei den deutschen Meisterschaften zwei weitere Titel Juniorin und wurde anschließend für die Bahnradsport-Weltmeisterschaften der Junioren 2023 in Cali, Kolumbien, nominiert, wo sie mit Bente Lürmann und Anne Slosharek Vize-Weltmeisterin im Teamsprint wurde. Diesen Erfolg konnten die drei Fahrerinnen bei den Bahnradsport-Europameisterschaften der Junioren/U23 2023 im portugiesischen Sangalhos Anadia wiederholen. 2024 wurde sie vierfache deutschen Junioren-Meisterin, wurde aber trotz ihrer Erfolge aus Kostengründen vom Verband German Cycling nicht zu den Junioren-Weltmeisterschaften in der Volksrepublik China entsandt. Bei den Junioren-Europameisterschaften gewann sie vier Medaillen: Gold im Teamsprint mit Amy Weber und Emilia Waterstradt sowie jeweils Silber im Sprint, Zeitfahren und im Keirin.
Bei den deutschen Meisterschaften 2025 in Dudenhofen startete Anastasia Kuniß bei den Frauen und wurde mit Lara-Sophie Jäger und Alessa-Catriona Pröpster deutsche Meisterin im Teamsprint. Im Keirin sowie im Zeitfahren belegte sie jeweils Rang drei, im Sprint Rang vier. Anschließend wurde sie für die U23-Europameisterschaften in Sangalhos nominiert.

## Ehrungen
- 2024 Junioren-Radsportlerin des Jahres[2]

## Erfolge
2022
- Deutsche Jugend-Meisterin – Keirin, Zeitfahren

2023
- Junioren-Weltmeisterschaft – Teamsprint (mit Bente Lürmann und Anne Slosharek)
- Junioren-Europameisterschaft – Teamsprint (mit Bente Lürmann und Anne Slosharek)
- Deutsche Junioren-Meisterin – Sprint, Keirin

2024
- Junioren-Europameisterin – Teamsprint (mit Amy Weber und Emilia Waterstradt)
- Junioren-Europameisterschaft – Sprint, Zeitfahren, Keirin
- Deutsche Junioren-Meisterin – Sprint, Keirin, Zeitfahren, Teamsprint (mit Amy Weber und Isabelle Gentzik)

2025
- Deutsche Meisterin – Teamsprint (mit Lara-Sophie Jäger und Alessa-Catriona Pröpster)